# 李惕碚
李惕碚（1939年6月12日—），男，湖南攸县人，生于重庆，中国高能天体物理学家。现为中国科学院高能物理研究所研究员、粒子天体物理重点实验室学术委员会主任，清华大学教授、清华大学天体物理中心主任以及“973”国家重点基础研究发展规划“天体高能辐射的空间观测与研究”项目首席科学家。

## 生平
1939年出生在重庆市北碚，籍贯湖南攸县。1963年毕业于清华大学工程物理系。1997年当选为中国科学院院士，

## 家庭
儿子李菂，为中国科学院国家天文台研究员。